# Corsiopsis
Corsiopsis, monotipslki biljni rod iz porodice Corsiaceae, dio reda ljiljanolike. Jedina vrsta u rodu je C. chinensis, kineski endem iz Guangdonga.
C. chinensis je aklorofilna mikoheterotrofna biljka sa strukturno složenim bijelim cvjetovima. Iako postoje sličnosti s rodom Corsia, ona je različita jer su cvjetovi jednospolni i nose uspravni stražnji sepal (labellum) nalik na mjehur u kojem nema nijednog bazalnog kalusa.